# Ordina (entreprise)
Pour les articles homonymes, voir Ordina.
Ordina est une entreprise néerlandaise de services informatiques qui faisait partie de l'indice AMX.

## Historique
Créé en 1973, à Nieuwegein, aux Pays-Bas.
1987, cotation à la bourse Euronext Amsterdam.
Ordina a vendu tous ses associés depuis le 20 avril 2011. Finext, le dernier associé vendu, a été fondé en 1999 et a été détenu à 100% par Ordina de 2004 à 2011. Elle soutient la fonction financière des entreprises du top 500 avec des solutions de conseil et de gestion intérimaire. La vente de Finext a été le premier Professional Buy Out aux Pays-Bas, environ 70 employés de Finext ont acheté 100% des actions.
Kasteel a quitté l'entreprise le 31 août 2011 et Stépan Breedveld lui a succédé. Stépan Breedveld a travaillé auparavant au Boston Consulting Group (BCG). Depuis le 1er avril 2017, Jo Maes est CEO d'Ordina, Maes était auparavant CEO d'Ordina Belgique.
Racheté en 2024 par l'entreprise de services en ingénierie informatique française Sopra Steria.